# Broken Boy Soldiers
Broken Boy Soldiers (с англ. — «Сломленные бойцы») — дебютный студийный альбом американской рок-группы The Raconteurs, выпущенный 15 мая 2006 году в Великобритании и 16 мая 2006 году в США на лейблах Third Man Records и XL Recordings. Альбом был в целом одобрен критиками и породил успешный сингл «Steady, As She Goes». Альбом получил номинацию «Лучший рок-альбом» на 49 номинации вручения премии «Грэмми».

## Об альбоме
История Broken Boy Soldiers началась с импровизированной записи «Steady, As She Goes» и «Broken Boy Soldier» Джеком Уайтом и Бренданом Бенсоном. Довольные результатом, музыканты пригласили для работы над альбомом Джека Лоуренса и Патрика Килера. Позже, в интервью журналу Uncut, Уайт рассказал, что песня «Store Bought Bones» основана на материале The White Stripes, не вошедшем в альбом Get Behind Me Satan; а Бенсон добавил, что «Call It a Day» и «Together» изначально планировались им для сольного альбома.

## Рецензии
Broken Boy Soldiers был благосклонно встречен большинством критиков. Обозреватель Rolling Stone Роб Шеффилд заметил, что «ожидания от альбома были заоблачными, но The Raconteurs превзошли их». Альбом был «выбором недели» журнала People, критик которого Чак Арнольд прокомментировал: «в Broken Boy Soldiers ровно столько странности, чтобы показать, что он [Уайт] не сменил свои полосы».

## Список композиций
Слова и музыка всех песен — Брендана Бенсона и Джека Уайта.
| №   | Название              | Длительность |
| --- | --------------------- | ------------ |
| 1.  | «Steady, As She Goes» | 3:35         |
| 2.  | «Hands»               | 4:01         |
| 3.  | «Broken Boy Soldier»  | 3:02         |
| 4.  | «Intimate Secretary»  | 3:30         |
| 5.  | «Together»            | 3:58         |
| 6.  | «Level»               | 2:21         |
| 7.  | «Store Bought Bones»  | 2:25         |
| 8.  | «Yellow Sun»          | 3:20         |
| 9.  | «Call It a Day»       | 3:36         |
| 10. | «Blue Veins»          | 3:54         |

Делюкс-издание
| №   | Название             | Длительность |
| --- | -------------------- | ------------ |
| 11. | «The Bane Rendition» | 4:21         |

| Совокупная оценка    | Совокупная оценка |
| Источник             | Оценка            |
| -------------------- | ----------------- |
| Metacritic           | 75/100            |
| Оценки критиков      |                   |
| Источник             | Оценка            |
| AllMusic             | [ 2 ]             |
| The A.V. Club        | B                 |
| Entertainment Weekly | B−                |
| Los Angeles Times    | [ 10 ]            |
| Mojo                 | [ 11 ]            |
| NME                  | 6/10              |
| Pitchfork            | 7.3/10            |
| Q                    | [ 13 ]            |
| Rolling Stone        | [ 14 ]            |
| Spin                 | [ 15 ]            |

## История выпуска
| Регион         | Дата         | Лейбл               |
| -------------- | ------------ | ------------------- |
| Германия       | 12 мая 2006  | XL                  |
| Великобритания | 15 мая 2006  | XL                  |
| Испания        | 15 мая 2006  | XL                  |
| США            | 16 мая 2006  | Warner Bros.        |
| Канада         | 16 мая 2006  | Warner Music Canada |
| Франция        | 16 мая 2006  | Beggars             |
| Китай          | 1 марта 2007 | Hal Leonard         |
| Мексика        | 1 марта 2007 | Hal Leonard         |

## Участники записи
- Джек Уайт — вокал, гитара, клавишные, продюсирование, микширование
- Брендан Бенсон — вокал, гитара, клавишные, продюсирование
- Джек Лоуренс — бэк-вокал, бас-гитара
- Патрик Килер — ударные
- Владо Миллер — мастеринг
- Патрик Хатчинсон — звукорежиссёр («Broken Boy Soldier»)

## Сертификации
| Регион                                                      | Сертификация | Продажи  |
| ----------------------------------------------------------- | ------------ | -------- |
| Великобритания (BPI)                                        | Золотой      | 100 000^ |
| ^ Данные о тиражах приведены только на основе сертификации. |              |          |